# 夏拉·史戴爾茲
夏拉·史戴爾茲（Shyla Stylez，1982年9月23日—2017年11月9日），原名阿曼達·弗里德蘭（Amanda Friedland），是名加拿大成人女星。
史戴爾茲曾陷入前橘郡助理保安官喬治·賈拉米略（George Jaramillo）的性醜聞中，他們曾數度發生性關係。
史戴爾茲在2007年擔任洛杉磯獨立電視節目《Un-Wired TV》主持人。
2010年，她被《Maxim》雜誌提名為12大色情女星之一。

## 獎項
- 2003年成人影帶新聞獎提名–最佳新人[7]
- 2007年成人影帶新聞獎提名–最佳全女性性愛場景（錄影帶類）－《Girlvana 2》[8]
- 2008年成人影帶新聞獎提名–最佳女配角（錄影帶類）－《Coming Home》[9]
- 2008年成人影帶新聞獎提名–最佳互動DVD－《My Plaything: Shyla Stylez》[9]
- 2009年成人影帶新聞獎提名–最佳挑逗演出－《Curvy Girls》[10]
- 2009年成人影帶新聞獎提名–最佳主觀視角性愛場景－《Full Streams Ahead》[10]
- 2009年成人影帶新聞獎提名–最佳團體性愛場景－《Pirates II》[10]
- 2010年成人影帶新聞獎提名–最佳主觀視角性愛場景－《Jack's POV 12》[11]

## 外部連結
- 官方网站
- 夏拉·史戴爾茲的MySpace主頁
- 夏拉·史戴爾茲的X（前Twitter）